# 죽음의 땅 (1994년 영화)
《죽음의 땅》(On Deadly Ground)은 미국에서 제작된 스티븐 시걸 감독의 1994년 액션, 모험, 스릴러 영화이다. 스티븐 시걸 등이 주연으로 출연하였고 스티븐 시걸 등이 제작에 참여하였다.

## 출연

### 주연
- 스티븐 시걸
- 마이클 케인

### 조연
- 조안 첸
- 존 C. 맥긴리

## 기타
- 공동제작: 에드워드 맥도넬
- 미술: 윌리엄 래드 스키너
- 의상: 조셉 G. 얼리시
- Ass-PD: 피터 J. 버렐
- Ass-PD: 더그 메츠거
- 배역: 파멜라 바스커

## 한국어 더빙 성우진 (SBS, 1997년 1월 3일)
- 신성호 - 포레스트 (스티븐 시걸)
- 서혜정 - 마수 (조안 첸)
- 김민규
- 이영달
- 임수아
- 한상덕
- 유해무
- 강구한
- 임성표
- 김태웅
- 김정주
- 박규웅
- 함수정
- 김관진
- 김소형
- 김지민
- 손선근